# 藤原安次
藤原 安次（ふじわら やすじ、1947年または1948年 - ）は、日本の地方公務員。大阪府出納長、堺市副市長を歴任。瑞宝小綬章受章。

## 人物・経歴
大阪府庁入庁、商工労働部長、2005年 (平成17年) 4月 出納長、2007年4月 加藤敏夫の後任として高橋保とともに堺市副市長。2008年1月 ベトナム大使館・公使参事官の堺市役所訪問を受け対応。交流を深めることを望む公使に対し「堺からベトナムに進出している企業もあり、 またこれから進出を考える企業も多い。 今後ますます交流が進むことを期待している。 市としても協力を惜しまない。」と応じた。2009年9月に行われた堺市長選挙で現職の木原敬介が新人の竹山修身に敗れた。同年10月 藤原は高橋、指吸明彦とともに副市長を辞職。
堺市退職後、和泉市教育委員会委員、教育長職務代理者、公正採用人権啓発推進センター理事長。

## 栄典
- 平成30年秋の叙勲で地方行政事務功労により瑞宝小綬章を受章[7]